# サン・セバスチャンの攻防
『サン・セバスチャンの攻防』（サンセバスチャンのこうぼう、英: La Bataille de San Sebastian、英: Guns for San Sebastian）は1968年のフランス・イタリア・メキシコ・アメリカ合衆国の西部劇映画。監督はアンリ・ヴェルヌイユ、出演はアンソニー・クイン、アンジャネット・カマー、チャールズ・ブロンソンなど。ウィリアム・バービー・ファハティの1962年の小説『サンセバスチャンの防壁（A Wall for San Sebastian）』を原作としている。
マカロニ・ウェスタンとしては、ロケ撮影をヨーロッパ諸国に置き換えず舞台通りのメキシコで行った稀な作品として知られる。

## ストーリー
スペイン領のメキシコにて、反スペインの疑いをかけられたアラストレーは駐屯軍の追跡を受け、教会に逃げ込む。教会の管理者であるジョセフ神父は追ってきた駐屯軍を追い払い、アラストレーを保護する。
その後、苛烈な追跡に耐えられなくなった2人はサンセバスチャンまで逃げるが、ジョセフ神父は死に、アラストレーは村娘のキニータに保護される。
ところで、この地はヤキ族との戦いで荒廃していたが、もともと積極的なアラストレーは村の再建に乗り出す。また、彼はジョセフ神父の僧衣を着ていたことから、ニセ神父として活動することとなる。
だが、インディアンとの戦いにより村は再び荒廃し、最後の手段として自分たちで作ったダムを爆破して敵を一網打尽にする。
その後、数年ぶりにミサが行われることとなったが、見に来た軍人の一人がアラストレーの正体を知ったため、彼はキニータとともに村を去る。

## キャスト
| 役名                 | 俳優                             | 日本語吹替                                                            | 日本語吹替   |
| 役名                 | 俳優                             | NETテレビ版                                                           | フジテレビ版 |
| -------------------- | -------------------------------- | --------------------------------------------------------------------- | ------------ |
| レオン・アラストレー | アンソニー・クイン               | 小松方正                                                              | 北村和夫     |
| テクロ               | チャールズ・ブロンソン           | 大塚周夫                                                              | 大塚周夫     |
| キニータ             | アンジャネット・カマー           | 武藤礼子                                                              | 阪口美奈子   |
| ジョセフ神父         | サム・ジャッフェ                 | 槐柳二                                                                | 松下達夫     |
| フェリシア           | シルビア・ピナル                 | 翠準子                                                                |              |
| カジェターノ         | ホルヘ・マルティネス・デ・オヨス | 雨森雅司                                                              |              |
| "ゴールデン・ランス" | ハイメ・フェルナンデス           | 渡部猛                                                                |              |
| アゲダ               | ローザ・ファーマン               |                                                                       |              |
| 司教総代理           | レオン・アスキン                 | 滝口順平                                                              |              |
| アントニート         | ホセ・チャベス                   |                                                                       |              |
| カレヤ               | イバン・デニ                     | 島宇志夫                                                              |              |
| 知事                 | フェルナンド・グレイビー         | 清川元夢                                                              |              |
| ルーカス神父         | ペドロ・アルメンダリス・Jr       | 中田浩二                                                              |              |
| 不明 その他          | N/A                              | 小林清志 小林修 仲木隆司 中島喜美栄 北村弘一 緑川稔 渡辺典子 加藤正之 |              |

- NETテレビ版：初回放送1972年2月6日『日曜洋画劇場』
- フジテレビ版：初回放送1979年9月14日『ゴールデン洋画劇場』

## スタッフ
- 監督：アンリ・ヴェルヌイユ
- 製作：ジャック・バール（フランス語版）
- 原作：ウィリアム・バービー・ファハティ『サンセバスチャンの防壁』
- 脚色：ジェームズ・R・ウェッブ（英語版）
- 撮影：アルマン・ティラール（フランス語版）
- 音楽：エンニオ・モリコーネ

日本語版
※NETテレビ版
- 演出：春日正伸
- 翻訳：木原たけし
- 制作：東北新社